# Teallita
La teallita es un mineral de la clase de los minerales sulfuros. Fue descubierta en 1904 en la mina Antequera de la provincia de Poopó, en el departamento de Oruro (Bolivia), siendo nombrada así en honor de Jethro J.H. Teall, geólogo inglés.

## Características químicas
Es un sulfuro simple de plomo y estaño. Además de los elementos de su fórmula, suele llevar como impureza hierro.
Forma una serie de solución sólida con la herzenbergita (SnS), en la que la sustitución gradual del plomo por más estaño va dando los distintos minerales de la serie.

## Formación y yacimientos
Es un mineral de formación secundaria hidrotermal en vetas de estaño, a veces una importante acumulación.
Suele encontrarse asociado a otros minerales como: casiterita, estannita, franckeíta, cilindrita, galena, esfalerita, wurtzita o pirita.

## Usos
Es extraído en las minas como mena del plomo y estaño.